# Újléta
Újléta község Hajdú-Bihar vármegyében, a Nyíradonyi járásban. Az 1950-es megyerendezésig Szabolcs vármegyéhez tartozott.

## Fekvése
Az Észak-Alföld keleti részén fekszik, a vármegye székhelyétől, Debrecentől légvonalban 19 kilométerre keletre.
A szomszédos települések: észak felől Vámospércs, kelet felől Bagamér, délkelet felől Álmosd és Kokad, dél felől Létavértes, délnyugat felől Monostorpályi, nyugat-északnyugat felől pedig Debrecen.

### Megközelítése
Csak közúton érhető el, a 48-as főút vámospércsi szakaszától Létavértesen át Pocsajig húzódó 4807-es úton. A legközelebbi vasúti csatlakozási lehetőséget a Debrecen–Nyírábrány-vasútvonal Vámospércs vasútállomása kínálja, pár kilométerre északra.

## Története
Első okleveles említése IV. Béla királyunktól származik, a tatárjárás idejéről. (Ujleauta) A lakosság akkor még elenyésző volt, de kedvező fekvése miatt a tatárveszedelem múlásával itt próbált meg új települést létrehozni, többek között kunokat és jászokat is hívott ide. A települést sorra érték a nagyobbnál nagyobb csapások, Abd el Rahin Hanan török szpáhi szinte az egész települést kiirtotta, ráadásul a Habsburg és Török Birodalom közötti államrész révén állandó csaták terephelye volt. A faluban értékes leletekre lehet bukkanni a tatárjárás és a Habsburg-török harcok idejéről.
1863-ban alapították a mai falut.
A második világháborúra, boldogfai Farkas Endréné Lenz Klára Mária Hermina úrnő, kocsordosi földbirtokos asszony, Újléta legjelentősebb 459 kataszteri holdas földnek és szőlőnek valamint borospincének a tulajdonosa volt. A kommunizmus bejövetelekor tulajdonaitól örökre megfosztották, és kárpótlást nem kapott ezekért 1990 után.

## Közélete

### Polgármesterei
| Időszak   | Polgármester          | Párt        |
| --------- | --------------------- | ----------- |
| 1990–1994 | Szabó Sándor          | SZDSZ       |
| 1994–1998 | Szabó Sándor          | SZDSZ       |
| 1998–2002 | Szabó Sándor          | SZDSZ       |
| 2002–2006 | Szabó Sándor          | SZDSZ       |
| 2006–2010 | Szabó Sándor          | SZDSZ       |
| 2010–2014 | Szabó Sándor          | független   |
| 2014–2019 | Szimáné Tóth Erzsébet | Fidesz-KDNP |
| 2019–2024 | Szimáné Tóth Erzsébet | Fidesz-KDNP |
| 2024–     | Szimáné Tóth Erzsébet | Fidesz-KDNP |

## Népesség
A település népességének változása:
| Lakosok száma | 1061 | 1115 | 1159 | 1142 | 1025 | 1037 | 1042 |
|               | 2013 | 2014 | 2015 | 2021 | 2022 | 2023 | 2024 |

2001-ben a település lakosságának 96%-a magyar, 4%-a cigány nemzetiségűnek vallotta magát.
A 2011-es népszámlálás során a lakosok 93%-a magyarnak, 0,3% bolgárnak, 17,6% cigánynak, 0,5% románnak mondta magát (7% nem nyilatkozott; a kettős identitások miatt a végösszeg nagyobb lehet 100%-nál). A vallási megoszlás a következő volt: római katolikus 3,8%, református 58,1%, görögkatolikus 3,5%, felekezeten kívüli 19,4% (11% nem válaszolt).
2022-ben a lakosság 89,2%-a vallotta magát magyarnak, 20,4% cigánynak, 0,3% románnak, 0,1% ukránnak, 0,1% németnek, 0,3% egyéb, nem hazai nemzetiségűnek (10,7% nem nyilatkozott; a kettős identitások miatt a végösszeg nagyobb lehet 100%-nál). Vallásuk szerint 43,3% volt református, 2,2% római katolikus, 3,2% görög katolikus, 3,7% egyéb keresztény, 18,7% felekezeten kívüli (28,8% nem válaszolt).

## Címerleírás
Pajzs alakú, alsó részén zöld felső részén kék mező, álló férfi alak, jobb kezében ásó, felemelt bal kezében 1 szál búzakalász látható, a férfi alak mellett három ágú farönk van, a belőle kinövő új hajtással, a férfi alak fején kócsagtollas föveg van.

## Nevezetességei
Református templom
"A falut 1863-ben alapították református vallású, Balmazújvárosról származó magyar telepesek,akik a kezdetekben a Kálló folyócska partján tartottak istentiszteletet. Itt korán megszületett az az elhatározás, hogy templomot építsenek Isten dicsőségére. Ennek előkészítése több mint két évtizedig tartott. Balogh Péter tiszántúli püspök engedélyével e célból országos gyűjtést tartottak. Az újlétai presbiterek áldozatos módon településről településre mentek gyűjteni az adományokat. Még Jókai Mór is támogatta a Kapusi János és Katona Mihály által tervezett templom felépítését, amely végül 1892 őszére készült el. A 9,5×20 méteres templomtérben öt padcsoportban a fakarzattal együtt 480 ülőhely található.
A templomot Kapusi János és Katona Mihály Érmihályfalvai építőmesterek tervezték. Az alapkövet 1891. szeptember 1-én helyezték el, a torony alatti fundamentumban. A templomot Szőllősi János építész építette a tornyával együtt. A felszentelés 1892. november 26-án volt, ekkor megtarthatták az első istentiszteletet. A templom észak-déli tengelyű, a torony, a pilaszterek részekre tagolják. A karzaton elhelyezett orgonát Angster József építette be 1907-ben. A 26 méter magas, órapárkányos torony több részre tagolódik. A toronyban két harang lakik, mind a kettőt Walser Ferenc öntötte: a 350 kg-osat 1905-ben, a 250 kg-osat 1892-ben Budapesten. A nagyobb harangon ez a felírat található: “Készítették Isten dicsőségére Újlétai református egyház hívei által. Uram, Te voltál nékünk hajlékunk nemzedékről nemzedékre”.
A kis harang felirata: “Öntette tekintetes Fényes Sámuel. Készítette Walser Ferencz Pesten”. A harang másik oldalán a magyar címer van ábrázolva. Az épület helyi műemlék védelem alatt áll.
A református gyülekezet lelkipásztora 2019. augusztus 1-től Keresztyén Károly."

## Külső hivatkozások
- Újléta az utazom.com honlapján